# Adam Vargas
Pour les articles homonymes, voir Vargas.
Pas d'image ? Cliquez ici

a Compétitions nationales et continentales officielles uniquement.

Dernière mise à jour le 1 juillet 2025.
Adam Vargas, né le 11 août 2000 à Vénissieux, est un joueur français de rugby à XV jouant au poste d'ailier au Castres olympique.

## Biographie

### Jeunesse et formation
Né à Vénissieux et habitant à Lyon dans son enfance, Adam Vargas commence son parcours sportif à l'école de rugby du Lyon OU à l'âge de cinq ans. Il joue dans ce club jusqu'en 2016. Cette année-là, il rejoint le CS Vienne où il évolue pendant deux années, avant de rejoindre l'AS Villeurbanne pendant un an. Fin 2018, remarqué à nouveau par le Lyon OU, il signe son premier contrat espoir avec le club lyonnais.
Du 17 février au 3 mars 2020, il a l'opportunité de participer à un stage avec l’équipe de France de rugby à sept des moins de 20 ans qui se déroule en Afrique du Sud à Stellenbosch.
En parallèle au rugby, il suit une licence STAPS à l'université Lyon-II[réf. nécessaire].

### Carrière senior
À partir de la saison 2021-2022, il s'engage avec le Valence Romans Drôme Rugby. Il devient rapidement un titulaire indiscutable au poste d'ailier,.
Il inscrit son douzième essai de la saison 2022-2023 de Nationale lors de la finale contre l'US Dax. Avant la clôture de la saison régulière, il est annoncé qu'il signe une prolongation de contrat pour deux saisons supplémentaires avec le Valence Romans DR.
Pour sa première saison en Pro D2, en 2023-2024, il inscrit un total de 14 essais et contribue au maintien de son club.
Après deux saisons en Nationale puis deux en Pro D2, il s'impose comme un cadre de l'équipe. Ses performances attirent l'attention des clubs de Top 14 en vue de l'intersaison 2025, notamment celle du Castres olympique. Son arrivée à Castres est ensuite confirmée au mois de juin 2025, pour un contrat de deux saisons.

## Palmarès
- Vainqueur du Championnat de France de Nationale en 2023 avec le Valence Romans DR.